# لا شيء يدوم للأبد (رواية)
لا شيء يدوم للأبد Nothing Lasts Forever هي رواية إثارة عام 1979 للكاتب الأمريكي رودريك ثورب، وهي تكملة لروايته المحقق عام 1966. تشتهر الرواية في الغالب من خلال فيلمها المقتبس عام 1988 Die Hard، بطولة بروس ويليس. في عام 2012، تمت إعادة طباعة الكتاب وإصداره ككتاب إلكتروني للاحتفال بالذكرى السنوية الرابعة والعشرين للفيلم.

## القصة
يزور المحقق المتقاعد من شرطة نيويورك، جو ليلاند، المقر الرئيسي لمكتب شركة كلاكسون أويل كوربوريشن المكون من 40 طابقًا في لوس أنجلوس عشية عيد الميلاد، حيث تعمل ابنته ستيفاني ليلاند جينارو.
بينما كان ينتظر انتهاء حفلة عيد الميلاد لابنته، استولت مجموعة من إرهابيي أوريف -يرا الألمان على ناطحة السحاب. يقود العصابة أنتون الوحشي «ليتل توني ذا ريد» جروبر. كان جو قد علم عن جروبر من خلال مؤتمر لمكافحة الإرهاب كان قد حضره قبل سنوات. حافي القدمين، ينزلق ليلاند بعيدًا ويتمكن من البقاء دون أن يتم اكتشافه في مجمع المكاتب العملاق. مسلحًا فقط بمسدس براوننج الخاص به وبالتواصل مع رقيب شرطة لوس أنجلوس آل باول ومشرفه المحارب دواين روبنسون. يقاتل ليلاند الإرهابيين واحدًا تلو الآخر في محاولة لإنقاذ الرهائن الـ 74 وابنته وأحفاده.
بعد تنفيذ الرئيس التنفيذي لمبنى كلاكسون، شرع السيد Rivers و Gruber والإرهابيون في سرقة الوثائق التي ستكشف علنًا تعاملات شركة Klaxon مع المجلس العسكري التشيلي. كما أنهم يعتزمون حرمان Klaxon من عائدات الصفقة الفاسدة البالغة 6 ملايين دولار نقدًا من خلال محاولة الوصول إلى خزنة. يتدخل ليلاند في هذه الخطة بسرقة متفجرات وقتل الإرهابيين بشكل تدريجي وتلقي إصابات متعددة في هذه العملية.
يقتل ليلاند معظم الإرهابيين، وعلى الرغم من عدم وجود مساعدة من الشرطة، يواجه زعيم المجموعة الإرهابية، أنطون غروبر، الذي يحتجز ابنته كرهينة. يقع Gruber حتى وفاته بعد إطلاق النار عليه من قبل ليلاند. لسوء الحظ، أخذ ستيفاني معه. إلقاء اللوم على كلاكسون في الهجوم الإرهابي ومقتل ابنته، يلقي ليلاند الأموال من النافذة بنفسه. بمجرد عودة ليلاند إلى الشارع، يعود آخر إرهابي، كارل، الذي كان يُفترض أنه مات في وقت سابق، ويبدأ في إطلاق نار، مما أسفر عن مقتل الشرطة (بما في ذلك روبنسون) وطبيب في هذه العملية، قبل أن يقتله الرقيب باول أخيرًا، مما سمح ليلاند باستقباله. رعاية طبية.

## الشخصيات
- جوزيف ليلاند - محقق متقاعد من شرطة نيويورك مسن في طريقه إلى لوس أنجلوس لزيارة ابنته لحضور حفلة عيد الميلاد التي يستضيفها رئيسها السيد ريفرز. على الرغم من تقاعده، إلا أنه لا يزال يحمل مسدس براوننج هاي باور معه في كل مكان.
- ستيفاني جينارو - الابنة الوحيدة لجوزيف ليلاند والمسؤول التنفيذي المهم في مبنى Klaxon Oil. إنها تنام مع مدير تنفيذي آخر يدعى هاري إليس. دعت والدها إلى الحفلة على أمل رؤيته وتتمنى له عيد ميلاد سعيد، لكنها سرعان ما تقع رهينة أنطون «ليتل توني» جروبر.
- أنطون «ليتل توني ذا ريد» غروبر - هو الزعيم القاسي للإرهابيين الذين استولوا على مبنى Klaxon Oil، وأحد القلائل الذين يتحدثون الإنجليزية. Gruber هو اسمه الحقيقي ولكن الناس (بما في ذلك ليلاند) غالبًا ما يشيرون إليه باسم «ليتل توني» أو «توني» كلقب.
- آل باول - رقيب في شرطة لوس أنجلوس يبلغ من العمر 22 عامًا تم إرساله إلى مقر شركة Klaxon Oil للتحقق من مكالمة الطوارئ التي أجراها ليلاند وسرعان ما تم إلقاؤه على اتصال لاسلكي به ومراقبته من قبل Gruber. يحاول باول إقناع ليلاند بالحفاظ على الهدوء وعدم فقدان رباطة جأشه ويرى ليلاند على أنه البطل الحقيقي.
- دواين روبنسون - نائب رئيس الشرطة وتم إرساله لتولي المسؤولية عن الوضع المطروح. إنه يكره تلقائيًا ليلاند بسبب ما يفعله ويشعر أنه يجعل الأمور أسوأ بالنسبة للرهائن. يحاول إقناع نفسه بأن ليلاند يمكن أن يكون أحد الإرهابيين أو مجنونًا ولكنه قريبًا إلى جانب ليلاند عندما يكتشف ما يفعله ليلاند.
- كارل - اليد اليمنى لأنطون. بالقرب من بداية الرواية، يقتل ليلاند شقيقه الأصغر، هانز، وطوال الفترة المتبقية من الرواية، لا يريد كارل سوى دم ليلاند.
- السيد ريفرز - رئيس شركة Klaxon Oil، يستضيف حفلة عيد الميلاد ويرتب الرحلة إلى ليلاند. سرعان ما يكره ليلاند الأنهار ويحتجزها جروبر للحصول على الرمز الآمن من أجل الحصول على ملايين الدولارات في الخزنة. يرفض ريفرز إعطاء الرمز ويطلق غروبر النار عليه في طية صدر السترة ويقتله.
- هاري إليس - مدير تنفيذي صعف في مبنى Klaxon Oil الذي ينام مع ستيفاني ليلاند جينارو ويتعاطى المخدرات مثل الكوكايين، مما يجعل ليلاند يكرهه. في منتصف الرواية، يحاول إليس مساعدة الإرهابيين ونفسه بمحاولة إقناع ليلاند بالتخلي عن نفسه. عندما يرفض ليلاند اقتراح إليس، يقتل جروبر إليس، مما يجعل ليلاند يشعر بالمسؤولية عن وفاته.

## الخلفية وتكييف الفيلم
في عام 1975، شاهد المؤلف رودريك ثورب فيلم The Towering Inferno، الذي يدور حول ناطحة سحاب تشتعل فيها النيران. بعد مشاهدة الفيلم، نام ثورب وكان يحلم برؤية رجل يُطارد من خلال ناطحة سحاب من قبل رجال مسلحين. استيقظ وأخذ هذه الفكرة لاحقًا وحولها إلى تكملة المحقق، لا شيء يدوم للأبد .
قرر رودريك ثورب أن يكون الكتاب تكملة لـ The Detective حتى يمكن تحويله إلى فيلم متابعة من بطولة فرانك سيناترا في دور جو ليلاند. ولكن عندما رفض سيناترا الدور، عُرض على أرنولد شوارزنيجر وسيلفستر ستالون وعدد من الممثلين الآخرين حتى وقع بروس ويليس على هذا الدور.
على الرغم من أن الفيلم (أعيد تسميته Die Hard) تم تغييره ليكون فيلمًا قائمًا بذاته لا علاقة له برواية Thorp، ولا يتبع مادة المصدر عن كثب، إلا أن بعض مشاهده وشخصياته وحواره التي لا تنسى مقتبسة مباشرة من الكتاب. من بين أكبر التغييرات في الفيلم أن يصبح البطل الأكبر في الرواية أصغر من 25 عامًا، وتغير اسمه من «جو ليلاند» إلى «جون ماكلين»، وهو الشخص الذي يتواجد في ناطحة السحاب لزيارته متغيرًا من ابنته إلى ابنته المنفصلة. زوجته، وشركة «كلاكسون أويل كوربوريشن» الأمريكية لتصبح شركة «ناكاتومي كوربوريشن» اليابانية. «الإرهابيون» في الفيلم هم في الواقع لصوص محترفون بعد 640 مليون دولار في سندات لحاملها قابلة للتداول محفوظة في قبو المبنى ويتظاهرون بأنهم إرهابيون فقط للفت الانتباه بعيدًا عن السرقة. في الفيلم، معظمهم من الألمان (بما في ذلك زعيمهم)، والباقي من مختلف الأعراق والجنسيات. كما تظهر الرواية النساء من بين الإرهابيين. كانت النغمة العامة للرواية أكثر قتامة بكثير، مع موضوعات أساسية مثل الذنب وإدمان الكحول وتعقيد العقل البشري المضطرب. تختلف نهاية الرواية أيضًا من حيث أنها تشير إلى أن الجروح التي أصيب بها جو كانت شديدة لدرجة أنه قد يستسلم لها ويموت.
وبالمثل، أوضح ويليس في مقابلة عام 1988 مع مراسل الترفيه في KXAS -TV Bobbie Wygant أنه تصرف مع McClane بما يكفي من الخوف والقلق والضعف لجعل الجماهير تعتقد أنه يمكن أن يُقتل بالفعل بسبب ما حدث في القصة، حيث من المحتمل أن يكون جوزيف ليلاند قد مات متأثراً بجراحه في الكتاب.
من أشهر تسلسلات العمل المأخوذة من الكتاب:
- Leland / McClane يزحف عبر قنوات HVAC.
- Leland / McClane إسقاط قنبلة C-4 أسفل عمود المصعد.
- Leland / McClane يقفز من سقف متفجر بخرطوم حريق متصل بخصره ثم يطلق النار من خلال نافذة لإعادة الدخول.
- ليلاند / مكلين يلصق بندقيته على ظهره في الذروة.

## الاستقبال
وصفت صحيفة لوس أنجلوس تايمز «لا شيء يدوم للأبد» بأنه «كتاب شرس، دموي، هائج للغاية، ورائع للغاية في المفهوم والتنفيذ، يجب قراءته في جلسة واحدة».